# Селахаттін Кілічсаллян
Селахаттін Кілічсаллян (тур. Selahattin Kılıçsallayan; нар. 18 жовтня 1993) — турецький борець вільного стилю, срібний та бронзовий призер [[Чемпіонат Європи з боротьби|чемпіонатів Європи].

## Життєпис
Боротьбою почав займатися з 2003 року. У 2010 році став чемпіоном Європи серед кадетів. У 2011 році завоював срібну медаль чемпіонату Європи серед юніорів. Наступного 2013 року став чемпіоном Європи серед юніорів та чемпіоном світу серед юніорів.
Виступав за борцівський клуб Ankara ASKI. Тренери — Юксель Санлі, Абдулла Чакмар.

## Спортивні результати на міжнародних змаганнях

### Виступи на Чемпіонатах світу
| Змагання                        | Збірна    | Вагова категорія          | Місце |
| ------------------------------- | --------- | ------------------------- | ----- |
| Чемпіонат світу з боротьби 2018 | Туреччина | вільна боротьба, до 65 кг | 18    |
| Чемпіонат світу з боротьби 2019 | Туреччина | вільна боротьба, до 65 кг | 10    |

### Виступи на Чемпіонатах Європи
| Змагання                         | Збірна    | Вагова категорія          | Місце  |
| -------------------------------- | --------- | ------------------------- | ------ |
| Чемпіонат Європи з боротьби 2018 | Туреччина | вільна боротьба, до 65 кг | Бронза |
| Чемпіонат Європи з боротьби 2019 | Туреччина | вільна боротьба, до 65 кг | Срібло |
| Чемпіонат Європи з боротьби 2020 | Туреччина | вільна боротьба, до 65 кг | 17     |

### Виступи на Європейських іграх
| Змагання              | Збірна    | Вагова категорія          | Місце |
| --------------------- | --------- | ------------------------- | ----- |
| Європейські ігри 2019 | Туреччина | вільна боротьба, до 65 кг | 14    |

### Виступи на Кубках світу
| Змагання                    | Збірна    | Вагова категорія          | Місце |
| --------------------------- | --------- | ------------------------- | ----- |
| Кубок світу з боротьби 2014 | Туреччина | вільна боротьба, до 65 кг | 7     |
| Кубок світу з боротьби 2016 | Туреччина | вільна боротьба, до 70 кг | 8     |

### Виступи на інших змаганнях
| Змагання                                                        | Збірна    | Вагова категорія          | Місце  |
| --------------------------------------------------------------- | --------- | ------------------------- | ------ |
| Турнір Яшара Догу 2012                                          | Туреччина | вільна боротьба, до 60 кг | 32     |
| Олімпійський кваліфікаційний турнір з боротьби 2012 (Софія)     | Туреччина | вільна боротьба, до 60 кг | Бронза |
| Олімпійський кваліфікаційний турнір з боротьби 2012 (Гельсінкі) | Туреччина | вільна боротьба, до 60 кг | 18     |
| Турнір Яшара Догу 2013                                          | Туреччина | вільна боротьба, до 66 кг | 10     |
| Вогні Москви 2013                                               | Туреччина | вільна боротьба, до 66 кг | 4      |
| Турнір Яшара Догу 2014                                          | Туреччина | вільна боротьба, до 65 кг | 12     |
| Турнір Дана Колова — Николи Петрова 2014                        | Туреччина | вільна боротьба, до 65 кг | 7      |
| Чемпіонат світу з боротьби серед студентів 2014                 | Туреччина | вільна боротьба, до 65 кг | Золото |
| Вогні Москви 2014                                               | Туреччина | вільна боротьба, до 65 кг | 4      |
| Золотий Гран-прі з боротьби 2015                                | Туреччина | вільна боротьба, до 65 кг | 8      |
| Турнір Яшара Догу 2016                                          | Туреччина | вільна боротьба, до 65 кг | 15     |
| Чемпіонат світу з боротьби серед студентів 2016                 | Туреччина | вільна боротьба, до 70 кг | 5      |
| Турнір Яшара Догу 2017                                          | Туреччина | вільна боротьба, до 65 кг | Бронза |
| Турнір Дана Колова — Николи Петрова 2017                        | Туреччина | вільна боротьба, до 70 кг | 10     |
| Турнір Г. Картозія і В. Балавадзе 2017                          | Туреччина | вільна боротьба, до 65 кг | Срібло |
| Меморіал Іона Корнеану і Ладислава Сімона 2017                  | Туреччина | вільна боротьба, до 65 кг | Срібло |
| Інтерконтінентальний кубок з боротьби 2017                      | Туреччина | вільна боротьба, до 65 кг | 13     |
| Гран-прі «Іван Яригін» 2018                                     | Туреччина | вільна боротьба, до 65 кг | Бронза |
| Турнір Дана Колова — Николи Петрова 2018                        | Туреччина | вільна боротьба, до 65 кг | Бронза |
| Середземноморські ігри 2018                                     | Туреччина | вільна боротьба, до 65 кг | Золото |
| Панамериканський чемпіонат з боротьби 2018                      | Туреччина | вільна боротьба, до 65 кг | 5      |
| Кубок Тахті 2019                                                | Туреччина | вільна боротьба, до 65 кг | 10     |
| Турнір Дана Колова — Николи Петрова 2019                        | Туреччина | вільна боротьба, до 65 кг | 5      |
| Всесвітні ігри військовослужбовців 2019                         | Туреччина | вільна боротьба, до 65 кг | Бронза |
| Турнір Маттео Пелліцоне 2020                                    | Туреччина | вільна боротьба, до 65 кг | Бронза |

### Виступи на змаганнях молодших вікових груп
| Змагання                                       | Збірна    | Вагова категорія          | Місце  |
| ---------------------------------------------- | --------- | ------------------------- | ------ |
| Чемпіонат Європи з боротьби серед кадетів 2010 | Туреччина | вільна боротьба, до 58 кг | Золото |
| Кубок світу з боротьби серед юніорів 2011      | Туреччина | вільна боротьба, до 60 кг | 11     |
| Чемпіонат Європи з боротьби серед юніорів 2012 | Туреччина | вільна боротьба, до 60 кг | Срібло |
| Чемпіонат світу з боротьби серед юніорів 2012  | Туреччина | вільна боротьба, до 60 кг | 19     |
| Чемпіонат Європи з боротьби серед юніорів 2013 | Туреччина | вільна боротьба, до 66 кг | Золото |
| Чемпіонат світу з боротьби серед юніорів 2013  | Туреччина | вільна боротьба, до 66 кг | Золото |
| Чемпіонат Європи з боротьби серед молоді 2015  | Туреччина | вільна боротьба, до 65 кг | 9      |